# Doutor da Guerra
O Doutor da Guerra (em inglês: War Doctor) é uma encarnação do Doutor, o protagonista da série britânica de ficção científica Doctor Who. É interpretado pelo ator inglês John Hurt. Embora preceda o Nono Doutor (Christopher Eccleston) na cronologia fictícia da série, a sua primeira aparição na tela veio oito anos depois de Eccleston; o Doutor da Guerra foi retroativamente criado por Steven Moffat para as produções que comemoram o 50º aniversário da série, devido ao desejo de Moffat para contar a história do último dia da Guerra do Tempo no especial "The Day of the Doctor", após Eccleston recusar a aparecer.
Dentro narrativa do programa, o Doutor é um alienígena secular, um Senhor do Tempo do planeta Gallifrey, que viaja no tempo e no espaço na sua TARDIS, frequentemente com companheiros. Quando ele está gravemente ferido, pode regenerar seu corpo, mas ao fazê-lo, ganha uma nova aparência física e, com ela, uma nova personalidade distinta. Este mecanismo permitiu que série de atores interpretassem diferentes encarnações do Doutor ao longo da história do programa. O Doutor da Guerra, não assim chamado dentro dos episódios em que ele aparece, é apresentado como a encarnação do Doutor que lutou na Guerra do Tempo. Ele foi criado como resultado de uma decisão consciente do Oitavo Doutor, interpretado por Paul McGann, a pegar em armas e se tornar um guerreiro; ao aceitar este dever, o Doutor Guerra renegou o título de "Doutor", e após o fim da guerra é visto com desdém por suas encarnações subsequentes, que voltaram a usar o nome de "Doutor". Em "The Day of the Doctor", no entanto, o Décimo primeiro Doutor, interpretado por Matt Smith, revisa sua opinião sobre esta encarnação após revisitar os momentos finais da guerra.
Em sua concepção original de aniversário especial do show, Moffat tinha escrito o Nono Doutor como tendo terminado a Guerra do Tempo. No entanto, ele era "quase certo" que Christopher Eccleston voltaria ao papel, que ele finalmente fez. Como ele também tinha reservas sobre fazer do Oitavo Doutor como a encarnação que tinha terminado a guerra, ele criou uma encarnação passada do Doutor nunca antes vista, o que lhe permitiu "uma mão mais livre" para escrever a história, reconhecendo que o sucesso de fazer isso seria baseada em ser capaz de escalar um ator com um perfil bastante significativo.

## Aparições
O Doutor da Guerra aparece pela primeira vez na conclusão da cena final de "The Name of the Doctor", quando o Décimo Primeiro Doutor (Matt Smith) e sua companheira Clara Oswald (Jenna-Louise Coleman) estão presos na linha do tempo do Doutor. Clara acredita que tinha visto todas as faces do Doutor, mas não reconhece uma figura. O Doutor (Matt Smith) lhe diz que ele é uma outra versão de si mesmo, alguém que perdeu o direito de usar o nome do Doutor; quando a figura declara que ele fez o que fez "sem escolha [...] em nome da paz e da sanidade", o Doutor, antes que ele e Clara voltem para o universo, afirma que a figura não fez a sua escolha com o nome do Doutor.
As origens do Doutor da Guerra são dadas no mini-episódio The Night of the Doctor, definidas durante a Guerra do Tempo referida na série. Após o Oitavo Doctor (Paul McGann) ser morto em um acidente espacial ao tentar salvar uma mulher inocente, que rejeitou seus esforços, porque ela acha que os Senhores do Tempo e os Daleks são iguais entre, monstruosos devido aos danos colaterais causados pela guerra, ele é temporariamente ressuscitado pela Irmandade de Karn ("O cérebro de Morbius") e pediu para tomar uma posição e se juntar à guerra. Ele é oferecido um elixir desenhado para provocar uma regeneração que irá transforma-lo em uma forma de sua escolha. Convencido de que o universo não tem mais necessidade de um Doutor, ele pede para se tornar um guerreiro. Depois de regenerar-se no Doutor da Guerra, ele renega o nome do Doutor, com as primeiras palavras de sua nova encarnação sendo "Doutor não mais".
No 50º aniversário especial "O Dia do Doutor", tendo lutado na Guerra do Tempo, durante muitos anos, o Doctor rouba a superweapon conhecida como "o Momento" com a intenção de exterminar todos os combatentes da guerra junto com seu mundo natal, Gallifrey. No entanto, O Momento é sensível, possuindo uma consciência que requer que o usuário justifique moralmente seu, e interage com ele na forma de sua futura companheira Rose Tyler (Billie Piper). Embora reconhecendo que ela pode fazer o que o Doutor pede a ela, em seguida, envia o Doutor da Guerra em seu futuro para conhecer o Décimo Doutor e o Décimo primeiro Doutor (David Tennant e Matt Smith, respectivamente) para entender a tristeza e pesar que eles suportaram, continuando o bem que ele conseguiu realizar. Tendo testemunhado seus futuros eus para evitar uma conquista Zygon da Terra e a destruição de Londres, o Doutor da Guerra conclui que ele deve destruir Gallifrey, refletindo que ele está acendendo o fogo para que melhores Doutores possam ser forjados, apenas para o Décimo e o Décimo Primeiro viajarem de volta para ativar O Momento com ele, os Doutores posteriores declaram que eles reconhecem agora o Doutor Guerra como tendo sido "o doutor no dia em que não foi possível obtê-lo direito". No entanto, auxiliado pela interface do momento que lhes mostra uma visão de horror e destruição causada no outono de Arcadia, a última batalha em que o Doutor da Guerra lutou, e apelo de Clara para lembrar a promessa que fizeram na tomada de seu nome, os Doutores em última análise, concluíram que a perda de vidas que seriam causados pelo uso do Momento é algo que não poderim aceitar. Eles, em vez disso, reúnem seus recursos, e com a ajuda de várias encarnações do Doutor, salvam Gallifrey congelando-a em um momento no tempo, criando a ilusão da destruição do planeta. Os Daleks são efetivamente levados a disparar uns nos outros, aniquilando-se. O Doutor da Guerra aceita que ao retornar ao seu próprio período de tempo, ele vai esquecer suas próprias ações heroicas e deve viver com o falso conhecimento que ele matou seu próprio povo. Antes de sair, ele leva um momento para agradecer a seus eus futuros para ajudá-lo a "tornar-se o Doutor" novamente. Uma vez dentro de sua TARDIS, ele começa a  se regenerar, percebendo que seu corpo está "usando um pouco mais fino", ecoando as declarações o primeiro Doutor em The Tenth Planet, e desejando que as orelhas sejam menos "protuberantes".
O Doutor da Guerra aparece no arquivo de metragem em 2014 no episódio "Ouvir". O episódio revela que o celeiro do Doutor da Guerra viajou a fim de ativar o momento era casa de infância do Doutor.

## Traje
Em "The Name of the Doctor", o personagem parece velho e sujo, vestindo um sobretudo de couro marrom, semelhante ao nono Doutor com sobretudo de couro preto ao longo de um colete marrom escuro semelhantes aos usados pelo Oitavo Doutor. O figurinista, Howard Burden, disse personagem que é um "doutor escuro" existente entre as encarnações do Oitavo e do Nono Doutores.
Ele também é visto usando uma nova chave de fenda sônica com uma luz vermelha, que segue de perto a da prop utilizado pelos Terceiro e Quarto Doutores. Ele mantém em uma bandoleira originalmente usado por Cass, interpretada por Emma Campbell-Jones, a jovem piloto em The Night of the Doctor. Ela é tragicamente morta quando sua espaçonave cai no planeta Karn, o cenário para a história The Brain of Morbius de 1976.